# Heinz Klevenow
Heinz Klevenow (* 8. November 1908 in Hildesheim; † 27. Januar 1975 in Hamburg) war ein deutscher Schauspieler, Hörspiel- und Synchronsprecher.

## Leben
Unter anderem spielte er die Figur des Nero Wolfe in dem 1961 ausgestrahlten fünfteiligen Fernsehkrimi Zu viele Köche nach dem Kriminalroman von Rex Stout. Nebenrollen spielte er in den Filmen Bekenntnisse des Hochstaplers Felix Krull (1957) und in einer Fernsehverfilmung von Der Zauberberg (1968). Klevenow war lange Jahre, bis zu seinem Tod, im Ensemble des Hamburger Thalia Theaters.
Er war viele Jahre lang beim Rundfunk als Hörspielsprecher im Einsatz, häufig bei Regisseur Fritz Schröder-Jahn. In diesem Medium trat er meistens in einer Hauptrolle auf, wie 1964 in dem berühmten Hörspiel Das Schiff Esperanza von Fred von Hoerschelmann. 1956 sprach er in dem Vierteiler Am grünen Strand der Spree von Hans Scholz (Regie: Gert Westphal) im zweiten Teil den Hauptmann Matthäus und in der vierten Folge den Arzt Dr. Brose. Auch in einem der berühmten Paul-Temple-Hörspiele des Westdeutschen Rundfunks war er zu hören und zwar 1958 in Paul Temple und der Fall Lawrence  (Regie: Eduard Hermann, mit René Deltgen, Annemarie Cordes) und Kurt Lieck.
Als Synchronsprecher lieh er seine Stimme u. a. Vittorio de Sica in Madame de …, James Robertson Justice in X-Boote greifen an oder Lionel Barrymore in Ist das Leben nicht schön?, Lorne Greene in der ersten Synchronfassung (NDR) von Bonanza.
Klevenow war mit der Schauspielerin Marga Legal verheiratet. Aus dieser Beziehung stammt der gemeinsame Sohn Heinz, der ebenfalls als Schauspieler und Theaterintendant arbeitete.

## Filmografie
- 1949: Liebe 47
- 1949: Schicksal aus zweiter Hand
- 1952: Klettermaxe
- 1953: Der Hund im Hirn (TV)
- 1953: Das Nachtgespenst
- 1954: Defraudanten (TV)
- 1955: Heimkehr des Helden (TV)
- 1957: Made in Germany – Ein Leben für Zeiss
- 1957: Bekenntnisse des Hochstaplers Felix Krull
- 1957: Die Herberge (TV)
- 1957: Für zwei Groschen Zärtlichkeit
- 1958: Stunde der Wahrheit (TV)
- 1958: Die Beklagte (TV)
- 1958: Der Fall de la Roncière (TV)
- 1960: Der rote Kreis
- 1960: Zur letzten Instanz (TV)
- 1961: Zu viele Köche (Krimi-Mehrteiler)
- 1961: Der Fälscher von London
- 1961: Mörderspiel
- 1962: Die Entlassung (TV)
- 1963: Signor Rizzi kommt zurück (TV)
- 1963: Das Wunder des San Gennaro (TV)
- 1963: Verkündigung (TV)
- 1966: Heiraten (TV)
- 1968: Der Zauberberg (TV)
- 1968: Interview mit der Geschichte: Otto, Fürst von Bismark (TV)
- 1968: Der Monat der fallenden Blätter (TV)
- 1968: Ein Bürger von Calais (TV)
- 1968: Mexikanische Revolution (TV)
- 1968: Die Affaire Dreyfus (TV)
- 1971: Preußen über alles… (TV)
- 1972: Der Mörder sitzt im Wembley-Stadion (TV)

## Hörspiele (Auswahl)
- 1947: Was wäre, wenn ... – Regie: Ludwig Cremer
- 1947: Die heilige Johanna – Regie: Ludwig Cremer
- 1947: Elga – Regie: Hans Quest
- 1947: Das Geheimnis der Familie Musgrave – Regie: Gustav Burmester
- 1947: Der Kreidekreis – Regie: Hans Quest
- 1947: Nachtflug – Regie: Günther Schnabel
- 1948: Die Brücke von San Luis Rey – Regie: Gustav Burmester
- 1948: Wer Wind sät – Regie: Erik Ode
- 1948: Das kleine Hofkonzert. Ein musikalisches Lustspiel aus der Zeit Carl Spitzwegs – Regie: Gustav Burmester
- 1948: Menschenleben nicht notiert – Ein Hörspiel um den Untergang der "Titanic" – Regie: Fritz Schröder-Jahn
- 1948: Die F-Gas-Ballade – Regie: Hans Quest
- 1948: Der Eroberer – Regie: Hans Quest
- 1948: Luftbrücke Berlin – Regie: Gustav Burmester
- 1948: Damals, als die Brücke zerriß – Regie: Hans Quest
- 1949: Der schwarze Jack – Regie: Fritz Schröder-Jahn
- 1949: Sternschnuppen – Regie: Gustav Burmester
- 1949: Goethe erzählt sein Leben (in 4 von 35 Folgen) – Regie und Sprecher: Mathias Wieman
- 1949: Siegfried – Regie: Otto Kurth
- 1949: Schiff ohne Hafen – Regie: Fritz Schröder-Jahn
- 1949: Die Herzogin von Langeais – Regie: Wilhelm Semmelroth
- 1949: Das Obergrunder Weihnachtsspiel – Regie: Fritz Schröder-Jahn
- 1950: Die tote Königin – Regie: Ulrich Erfurth
- 1950: General Frédéric – Regie: Kurt Reiss
- 1950: Das goldene Haus in Attika – Regie: Hans Gertberg
- 1950: Götter, Gräber und Gelehrte (4 Teile) – Regie: Gustav Burmester
- 1950: Rom – offene Stadt – Regie: Hans Gertberg
- 1950: Lissabon, ein iberisches Tagebuch – Regie: Hans Gertberg
- 1950: Die Geheimnisse von Paris – Regie: Hans Gertberg
- 1950: Kirschen für Rom – Regie: Arno Assmann
- 1950: Die Rückkehr des verlorenen Sohnes – Regie: Hans Paetsch
- 1950: Die Erzählung des letzten Hirten – Regie: Gustav Burmester
- 1951: Weißjacke – Regie: Otto Kurth
- 1951: Interview mit einem Stern – Regie: Fritz Schröder-Jahn
- 1951: Aucassin und Nicolette – Regie: Hans Lietzau
- 1951: Das Obergrunder Paradiesspiel – Regie: Detlof Krüger
- 1951: Der Teufel (3 Teile) – Bearbeitung und Regie: Heinrich Koch
- 1951: Europa – Traum oder Wirklichkeit – Regie: Fritz Schröder-Jahn
- 1951: Ruf mich an – Regie: Hans Gertberg
- 1951: Dumala – Regie: Theodor Steiner
- 1951: Einer lügt von Anfang an – Regie: Detlof Krüger
- 1951: Geschichte Gottfriedens von Berlichingen mit der eisernen Hand – Regie: Hans Lietzau
- 1951: Amerigo schwieg – Regie: Fritz Schröder-Jahn
- 1952: Wendemarke – Regie: Gert Westphal
- 1952: Dunkle Wünsche – Regie: Hans Lietzau
- 1952: Das Bild des Menschen – Regie: Wilhelm Semmelroth
- 1952: Der König von Albanien – Regie: Fritz Schröder-Jahn
- 1952: Das kleinere Übel – Regie: Theodor Steiner
- 1952: Die kühne Operation – Regie: Otto Kurth
- 1952: Keine Chance für Martinsen – Regie: Detlof Krüger
- 1952: Der Quickborn – Regie: Hans Freundt
- 1952: Der Posaunist von Jericho – Regie: Heinrich Ockel
- 1952: Der Mann, der noch einmal leben durfte – Regie: Gert Westphal
- 1952: Das Gericht zieht sich zur Beratung zurück (Folge: Der Ankläger wird zum Verteidiger) – Regie: Gerd Fricke
- 1952: Der Schuß im Nebel – Regie: Fritz Schröder-Jahn
- 1952: Kazan liegt an der Strecke nach Sibirien – Regie:  Fritz Schröder-Jahn
- 1953: Der verschwundene Graf – Regie:  Gert Westphal
- 1953: Gespräche des Nikodemus – Regie: Carl Nagel
- 1953: Die großen Liebenden (10. Folge: Rembrandt und Hendrikje Stoffels) – Regie: Hans Gertberg
- 1953: Die letzte Fahrt der Sofala  (Das Ende vom Lied) – Regie: Hans Gertberg
- 1953: Die Hutdynastie – Regie: Detlof Krüger
- 1953: Menschliche Komödie (8 Teile) – Regie: Hans Rosenhauer
- 1953: Sonntagsschule für Negerkinder (Die grünen Weiden) – Regie: Fritz Schröder-Jahn
- 1953: Die großen Liebenden (2. Folge: Elise Lensing und Friedrich Hebbel) – Regie: Detlof Krüger
- 1953: Das Buch mit den drei goldenen Schlössern – Regie: Günter Siebert
- 1953: Eine Handvoll Staub – Regie: Oswald Döpke
- 1953: Der Tag der Schätzung – Regie: Günter Siebert
- 1953: Wolfgang Hildesheimer: Begegnung im Balkanexpress – Regie: Gert Westphal (Hörspiel – NWDR)
- 1954: Die Suche nach dem Kaiser der Welt. Fünf Hörszenen – Regie: Detlof Krüger
- 1954: Solo für Trompete – Regie: Oswald Döpke
- 1954: Königin der Nacht – Regie: Oswald Döpke
- 1954: Meine Frau wohnt nebenan – Regie: Erik Ode
- 1954: König Nicolo – Regie: Wilhelm Semmelroth
- 1954: Judas Ischariot – Regie: Günter Siebert
- 1954: Geh nicht nach El Kuwehd – Regie: Karl Peter Biltz
- 1954: Sabeth oder die Gäste im schwarzen Rock – Regie: Fritz Schröder-Jahn
- 1954: Ein Opfer für Wind – Regie: Oswald Döpke
- 1954: Unter dem Milchwald – Regie: Fritz Schröder-Jahn
- 1954: Das Haus am See – Regie: Oswald Döpke
- 1954: Papier bleibt doch Papier – Regie: Günter Siebert
- 1954: Das ungeschriebene Gesetz – Regie: Günter Siebert
- 1954: Herkules und der Augiasstall – Regie: Gert Westphal
- 1954: Das Ende der Teufelsinsel – Regie: Fritz Wendhausen
- 1955: Ein Traumspiel – Regie: Karl Peter Biltz
- 1955: Das Unternehmen der Wega – Regie: Kurt Reiss
- 1955: Tun mit "h" geschrieben – Regie: Gerda von Uslar
- 1955: Nicht nur Kleider machen Leute – Regie: Gerda von Uslar
- 1955: Zikaden – Regie: Gert Westphal
- 1955: Junge, Junge, wat'n Heunerkrom – Regie: Günter Jansen
- 1955: Das Atelierfest – Regie: Fritz Schröder-Jahn
- 1955: Die Goldmine des verlorenen Holländers (aus der Reihe: Ungelöste Rätsel der Geschichte) – Regie: Gerlach Fiedler
- 1955: Aufgabe von Siena – Regie: Walter Knaus
- 1955: Pipapo – die Geschichte eines Drehbuchs – Regie: Hans Gertberg
- 1955: Tote Seelen – Regie: Carl Nagel
- 1955: Das schönste Fest der Welt – Regie: Hans Gertberg
- 1955: Zwei Grotesken – Regie: Gerda von Uslar
- 1956: Der kleine Krieg – Regie: Günter Siebert
- 1956: Unterm Birnbaum – Regie: Gert Westphal
- 1956: Fritz Stavenhagen (mit Proben aus Der Lotse, Mudder Mews und De dütsche Michel) – Regie: Hans Tügel
- 1956: Das Totenschiff – Regie: Gustav Burmester
- 1956: Der Gott der Wälder – Regie: Fränze Roloff
- 1956: Ein Lebenswerk – Regie: Fränze Roloff
- 1956: Am grünen Strand der Spree (5 Teile) – Regie: Gert Westphal
- 1956: Er und Sie oder Wieso es nicht nur Frauen schwerfällt, sachlich zu sein – Regie: Gerda von Uslar
- 1956: Das wissen die Götter – Regie: Hanns Korngiebel
- 1956: Ahaswer – Regie: Fritz Schröder-Jahn
- 1956: Abenteuer in der Weihnachtsnacht – Regie: Gerlach Fiedler
- 1957: Die Staatskarosse – Regie: Kurt Hübner
- 1957: Der Minister – Regie: Carl Nagel
- 1957: Das Lächeln der Apostel – Regie: Hans Krendlesberger
- 1957: Old Man River – Regie: Gustav Burmester
- 1957: Moselfahrt – Regie: Gerda von Uslar
- 1958: Steppenverhör – Regie: Oswald Döpke
- 1958: Der Prozeß um des Esels Schatten – Regie: Ludwig Cremer
- 1958: Anne Frank – Spur eines Kindes – Regie: Fritz Schröder-Jahn
- 1958: Die Quelle – Regie: Wilhelm Semmelroth
- 1958: Aktion ohne Fahnen – Regie: Fritz Schröder-Jahn
- 1958: John Every oder Wieviel ist der Mensch wert? – Regie: Fritz Schröder-Jahn
- 1958: Akt mit Geige – Regie: Raoul Wolfgang Schnell
- 1958: Paul Temple und der Fall Lawrence – Regie: Eduard Hermann
- 1958: Horst Mönnich: Kopfgeld – Regie: Fritz Schröder-Jahn (NDR)
- 1959: Die Leute von Beersheba – Regie: Fritz Schröder-Jahn
- 1959: Der Sturz vom Motorrad (aus der Reihe Die Jagd nach dem Täter) – Regie: S. O. Wagner
- 1959: Die Schulden des Herrn Krösus – Regie: Günter Bommert
- 1959: Die Tresore der Firma Livingstone (aus der Reihe Die Jagd nach dem Täter) – Regie: S. O. Wagner
- 1959: Mord im Nebel (aus der Reihe Die Jagd nach dem Täter) – Regie: S. O. Wagner
- 1960: Panik in Pearson (aus der Reihe Die Jagd nach dem Täter) – Regie: Gerda von Uslar
- 1960: Die Versuchung des Paul Cézanne – Regie: Fritz Schröder-Jahn
- 1960: Der Brandstifter (aus der Reihe Die Jagd nach dem Täter) – Regie: Gerda von Uslar
- 1961: Herr Pum sucht seinen Mörder – Regie: Kraft-Alexander
- 1961: Das Möbel – Regie: Kraft-Alexander
- 1961: Spuren im Sand – Regie: Curt Goetz-Pflug
- 1961: Requiem für einen großen Kapitän – Regie: Joachim Hoene
- 1961: Die große Nummer – Regie: Günter Siebert
- 1961: Der zertrümmerte Aschenbecher (aus der Reihe Die Jagd nach dem Täter) – Regie: S. O. Wagner
- 1962: Nocturno im Grandhotel – Regie: Fritz Schröder-Jahn
- 1962: Baum bleibt Baum oder: Die Spielregel – Regie: Friedhelm Ortmann
- 1962: Besuch im Pfarrhaus – Regie: Kraft-Alexander
- 1962: Häuptling Abendwind – Regie: Kraft-Alexander
- 1962: König Gordogan – Regie: Walter Knaus
- 1962: Raskolnikoff – Regie: Hermann Wenninger
- 1962: Wohin soll ich gehen? – Regie: Hanns Korngiebel
- 1962: Das Skelett im Moor (aus der Reihe Die Jagd nach dem Täter) – Regie: S. O. Wagner
- 1963: Der Tod reist mit dem Zirkus (aus der Reihe Die Jagd nach dem Täter) – Regie: S. O. Wagner
- 1963: Der Feuerofen – Regie: Heinz Wilhelm Schwarz
- 1963: Der Verlorene – Regie: Heinz von Cramer
- 1963: Der Nachfolger – Regie: Otto Kurth
- 1963: Poker – Regie: Günter Siebert
- 1963: Mondfinsternis – Regie: Fritz Schröder-Jahn
- 1963: Die Ordonier und die Arnitarier – Regie: Hans Lietzau
- 1963: Gegen de Vörschrift – Regie: Curt Timm
- 1963: Gott liebt die Schweizer – Regie: Hans Lietzau
- 1963: Der Colocolo – Regie: Günter Siebert
- 1963: Der Entartete – Regie: Hans Lietzau
- 1964: Lärm in Tripolis – Regie: Hans Dieter Schwarze
- 1964: Tod eines Königs – Regie: Heinz von Cramer
- 1964: Remis – Regie: Otto Kurth
- 1964: Moby Dick oder Der weiße Wal (2 Teile) – Bearbeitung, Regie und Sprecher: Walter Andreas Schwarz
- 1964: Ein Wintermärchen – Regie: Fritz Schröder-Jahn
- 1964: Das Schiff Esperanza – Regie: Fritz Schröder-Jahn
- 1964: Die Schaukel in der Trauerweide – Regie und Sprecher: Oswald Döpke
- 1964: Kraschewski verläßt das Altersheim – Regie: Cläre Schimmel
- 1964: Und das Krumme wird gerade – Regie: Otto Kurth
- 1965: Diamanten machen Freude – Autor und Regie: Harald Vock
- 1965: Was ist besser als Geld (4 Teile) – Regie: Günter Siebert
- 1965: Tod eines Prachtfinken – Regie: Cläre Schimmel
- 1965: Einen Apfelbaum fällen – Regie: Oswald Döpke
- 1965: UC III, Allee 2 – Regie: Curt Goetz-Pflug
- 1965: Die Verschwörung – Regie: Cläre Schimmel
- 1965: General Forefinger – Regie: Peter Schulze-Rohr
- 1965: Goldene Hochzeit – Regie: Cläre Schimmel
- 1965: Der gläserne Amboß – Regie: Cläre Schimmel
- 1966: Der Schatten des Mächtigen – Regie: Otto Kurth
- 1966: Yamamba – die Berghexe (Yamamba) – Regie: Bernhard Rübenach
- 1966: Der Taubenfänger – Regie: Cläre Schimmel
- 1967: Gaslicht – Regie: Rolf von Goth
- 1967: Agnes Bernauer – Bearbeitung und Regie: Hermann Wenninger
- 1967: Ein Weihnachtskind für Cherokee – Regie: Rolf von Goth
- 1968: Schuld und Sühne in den Karpaten – Regie: Rolf von Goth
- 1968: Auslandsgespräch – Regie: Heinz-Günter Stamm
- 1968: Der Prinz und der Betteljunge – Regie: Otto Kurth
- 1968: Der Mörder von Griquatown – Regie: Günter Siebert
- 1968: Bericht über die Pest in London, erstattet von Bürgern der Stadt, die im Jahre 1665, zwischen Mai und November, daran zugrunde gingen – Regie: Heinz von Cramer
- 1969: Soldaten – Nekrolog auf Genf – Regie: Peter Schulze-Rohr
- 1970: Faust – Der Tragödie dritter Teil (1. Teil) – Regie: Ludwig Cremer